# Décès en 1408
Décès
- 1404
- 1405
- 1406
- 1407
- 1408
- 1409
- 1410
- 1411
- 1412

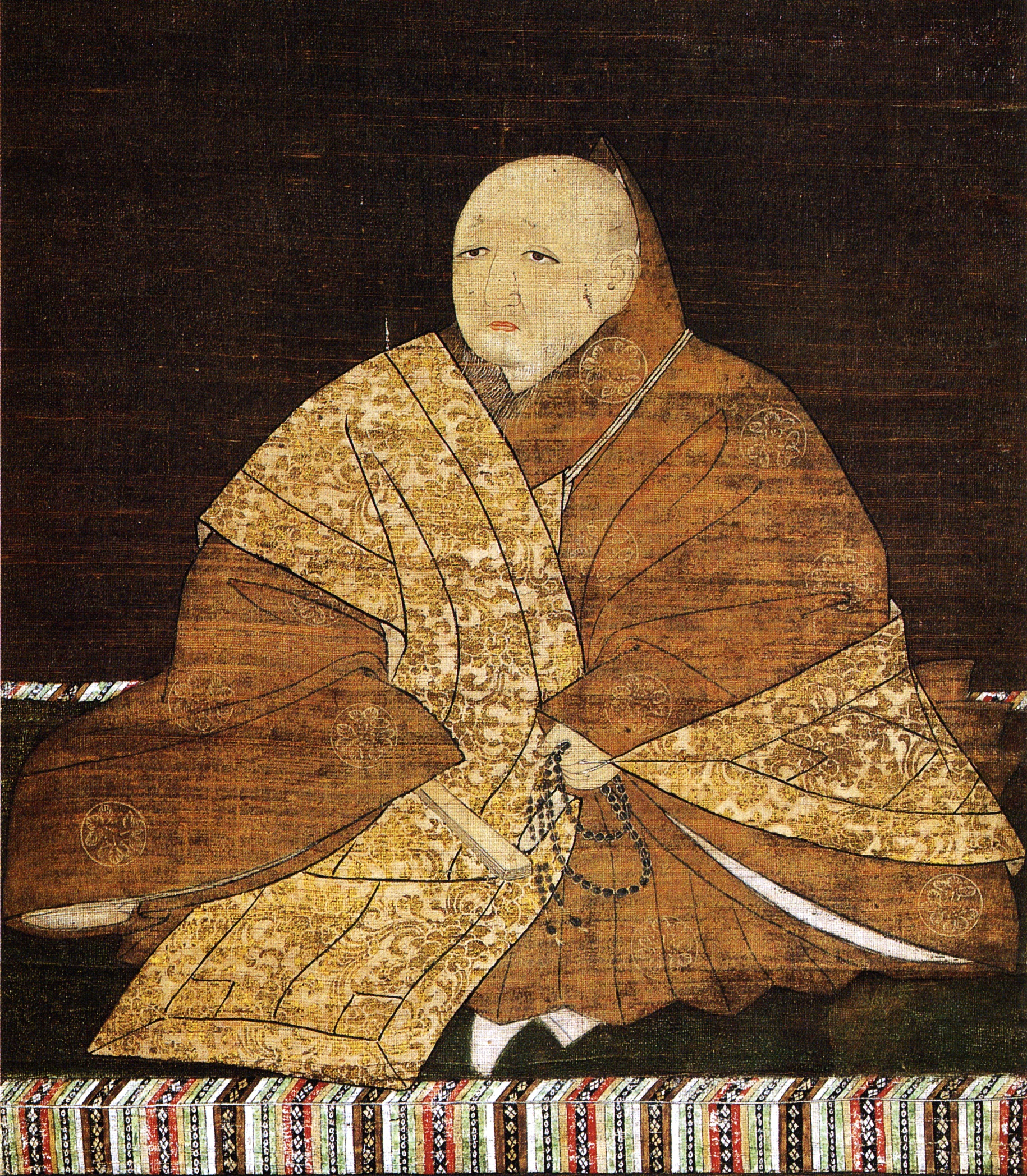
Ashikaga Yoshimitsu, mort en 1408.

Cette page dresse une liste de personnalités mortes au cours de l'année 1408 :
- après le 21 janvier : Nicolas V de Mecklembourg-Werle-Waren,  seigneur de Werle-Goldberg et Werle-Waren.
- 15 février : Robert du Bosc, évêque d'Alet, puis de Couserans et enfin de Mende, comte de Gévaudan.
- 20 février : Henry Percy, 1er comte de Northumberland.
- 20 avril : Guillaume de Crèvecœur, évêque de Coutances.
- mai : Pierre Beaublé, 41e évêque d'Uzès, puis évêque de Séez.
- 2 mai : Thibaud de Malestroit, évêque de Tréguier puis de Quimper.
- 24 mai : Taejo, 1er roi de Joseon (Corée).
- 31 mai : 
  - Angelo Acciaioli, cardinal italien.
  - Ashikaga Yoshimitsu, troisième des shoguns Ashikaga au Japon.
- 25 juin : Guillaume II de Berg, comte de Ravensberg, comte puis duc de Berg.
- 1er juillet : Jean Gilles, surnommé le cardinal de Liège, cardinal français.
- 23 août : Berenguer d'Anglesola, surnommé le cardinal de Gérone, cardinal espagnol.
- 15 septembre : Edmond Holland, 4e comte de Kent.
- 19 septembre : Nicolas du Bosc, homme politique français, conseiller des rois Charles V et Charles VI.
- 22 septembre : Jean VII Paléologue, empereur byzantin.
- octobre : John Gower, poète anglais.
- 8 octobre : Jean d'Armagnac, évêque de Mende, comte de Gévaudan, archevêque d'Auch puis de Rouen.
- 31 octobre : Guillaume de Lornay, évêque de Genève.
- 10 novembre : Vicente de Ribas, cardinal espagnol.
- 19 novembre : Bálint Alsáni, cardinal hongrois.
- 4 décembre : Valentine Visconti, veuve de Louis Ier d'Orléans.
- 20 décembre : Henri Eger de Calcar, moine et théologien allemand.

- Mohammed VII al-Mustain, ou Abû `Abd Allâh al-Musta`în Mohammed VII ben Yûsuf, douzième émir nasride de Grenade.
- Isaac ben Chechet, talmudiste et légaliste.
- Giovanni Conversini, grammairien, philosophe et historien italien.
- Philippe de la Vache, chevalier anglais issu de famille gasconne.
- Hugues Lestoquer,  évêque de Tréguier, de Vannes et chancelier de Bretagne.
- Abdul Majid Hassan, deuxième sultan de Brunei.
- Miran Shah, gouverneur d'Azerbaïdjan et d'Irak.
- Örüg Temür Khan, khagan mongol de la dynastie Yuan.

## Crédit d'auteurs
- Cet article est partiellement ou en totalité issu de l'article intitulé « 1408 » (voir la liste des auteurs).